# Мар'ян Радеський
Мар'ян Радеський (мак. Марјан Радески, нар. 10 лютого 1995, Прілеп, Македонія) — македонський футболіст, нападник вірменського «Пюніка».

## Клубна кар'єра
Народився 10 лютого 1995 року в місті Прілеп. Вихованець футбольної школи клубу «11 Октомврі».
У дорослому футболі дебютував 2012 року виступами за команду клубу «Металург» (Скоп'є), в якій провів три сезони, взявши участь у 74 матчах чемпіонату. 
Своєю грою за цю команду привернув увагу представників тренерського штабу клубу «Шкендія», до складу якого приєднався 2015 року. Провів у клубі з Тетова 5 років, за які зіграв у 100 матчах в національному чемпіонаті.
2020 року перебрався до складу «Академії Пандєва».

## Виступи за збірні
2013 року дебютував у складі юнацької збірної Македонії, взяв участь у 4 іграх на юнацькому рівні.
Протягом 2014 року залучався до складу молодіжної збірної Македонії. На молодіжному рівні зіграв у 17 офіційних матчах, забив 3 голи.
2014 року дебютував у складі національної збірної Македонії у матчі проти Китаю. 29 травня 2016 року провів свій перший гол за збірну у матчі проти Азербайджану. Наразі провів у формі головної команди країни 7 матчів, забивши 1 гол.

## Титули і досягнення
- Чемпіон Північної Македонії (5):

«Шкендія»: 2017-18, 2018-19
«Шкупі»: 2021-22
«Струга»: 2022-23, 2023-24
- Володар Кубка Македонії (2):

«Шкендія»: 2015-16, 2017-18